# Kristelig Forening for Unge Menn-Kameratene Oslo Futsal 2010-2011
Questa voce raccoglie le informazioni riguardanti il Kristelig Forening for Unge Menn-Kameratene Oslo Futsal nelle competizioni ufficiali della stagione 2010-2011.

## Stagione
Il KFUM Oslo ha partecipato alla Futsal Eliteserie 2010-2011, terza edizione del massimo campionato norvegese riconosciuto dalla Norges Fotballforbund. La squadra ha chiuso l'annata al 5º posto finale. In virtù del successo dell'anno precedente, il KFUM Oslo ha partecipato alla Coppa UEFA, da cui è stato eliminato al turno preliminare.

## Rosa
| N° | Naz.                | Ruolo | Sportivo            | Anno     |  |  |
| -- | ------------------- | ----- | ------------------- | -------- |  |  |
|    | Norvegia (bandiera) | DIF   | Marius Brevig       | 25.05.91 |  |  |
|    | Norvegia (bandiera) | DIF   | Tresor Egholm       | 03.09.82 |  |  |
|    | Norvegia (bandiera) | DIF   | Thomas Sæther       | 25.09.84 |  |  |
|    | Norvegia (bandiera) | UNI   | Christoffer Dahl    | 08.01.84 |  |  |
|    | Norvegia (bandiera) | UNI   | Håkon Haga          | 18.10.77 |  |  |
|    | Norvegia (bandiera) | UNI   | Erik Jonvik         | 29.12.90 |  |  |
|    | Norvegia (bandiera) | UNI   | Carl-Erik Torp      | 17.09.84 |  |  |
|    | Norvegia (bandiera) | PIV   | Stian Kristoffersen | 09.07.81 |  |  |
|    | Norvegia (bandiera) | PIV   | Tor Øyvind Reinemo  | 22.11.83 |  |  |
|    | Norvegia (bandiera) | PIV   | Stian Sortevik      | 17.07.88 |  |  |
|    | Norvegia (bandiera) | PIV   | Cato Valøy          | 28.04.87 |  |  |

## Risultati

### Eliteserie

#### Girone di andata
| Oslo 26 novembre 2010, ore 19:45 1ª giornata | KFUM Oslo    | 13 – 1 referto | Solør | KFUM-Hallen\| Arbitro: \| Rafiq (Oslo) \| |
| Arbitro:                                     | Rafiq (Oslo) |                |       |                                           |

| Oslo 27 novembre 2010, ore 17:00 2ª giornata | KFUM Oslo | 4 – 1 referto | Fyllingsdalen | KFUM-Hallen\| Arbitro: \| Hanssen \| |
| Arbitro:                                     | Hanssen   |               |               |                                      |

| Oslo 28 novembre 2010, ore 15:15 3ª giornata | KFUM Oslo | 4 – 3 referto | Sandefjord | KFUM-Hallen\| Arbitro: \| Sjelle \| |
| Arbitro:                                     | Sjelle    |               |            |                                     |

| Øystese 5 dicembre 2010, ore 11:00 4ª giornata | Horten  | 2 – 4 referto | KFUM Oslo | Øystese Idrettshall\| Arbitro: \| Hanssen \| |
| Arbitro:                                       | Hanssen |               |           |                                              |

| Øystese 4 dicembre 2010, ore 14:45 5ª giornata | Øystese   | 4 – 2 referto | KFUM Oslo | Øystese Idrettshall\| Arbitro: \| Pettersen \| |
| Arbitro:                                       | Pettersen |               |           |                                                |

| Oslo 13 febbraio 2011, ore 16:00 6ª giornata | Holmlia | 4 – 2 referto | KFUM Oslo | Holmlia Idrettshall\| Arbitro: \| Hussain \| |
| Arbitro:                                     | Hussain |               |           |                                              |

| Fyllingsdalen 8 gennaio 2011, ore 19:00 7ª giornata | Kongsvinger    | 4 – 2 referto | KFUM Oslo | Framohallen B\| Arbitro: \| Steen (Bergen) \| |
| Arbitro:                                            | Steen (Bergen) |               |           |                                               |

| Fyllingsdalen 9 gennaio 2011, ore 12:45 8ª giornata | KFUM Oslo | 3 – 2 referto | Nidaros | Framohallen A\| Arbitro: \| Tvedt \| |
| Arbitro:                                            | Tvedt     |               |         |                                      |

| Tiller 6 marzo 2011, ore 10:30 9ª giornata | Vegakameratene | 6 – 1 referto | KFUM Oslo | KVT Hallen\| Arbitro: \| Thorsø Hansen \| |
| Arbitro:                                   | Thorsø Hansen  |               |           |                                           |

#### Girone di ritorno
| Oslo 29 gennaio 2011, ore 15:30 10ª giornata | KFUM Oslo    | 1 – 4 referto | Vegakameratene | Oppsal Arena 1\| Arbitro: \| Rafiq (Oslo) \| |
| Arbitro:                                     | Rafiq (Oslo) |               |                |                                              |

| Oslo 30 gennaio 2011, ore 11:00 11ª giornata | KFUM Oslo     | 5 – 3 referto | Kongsvinger | Oppsal Arena 1\| Arbitro: \| Thorsø Hansen \| |
| Arbitro:                                     | Thorsø Hansen |               |             |                                               |

| Tiller 5 marzo 2011, ore 15:30 12ª giornata | Nidaros       | 3 – 1 referto | KFUM Oslo | KVT Hallen\| Arbitro: \| Thorsø Hansen \| |
| Arbitro:                                    | Thorsø Hansen |               |           |                                           |

| Oslo 6 febbraio 2011, ore 15:00 13ª giornata | KFUM Oslo | 3 – 8 referto | Horten | KFUM-Hallen\| Arbitro: \| Myklebust \| |
| Arbitro:                                     | Myklebust |               |        |                                        |

| Oslo 5 febbraio 2011, ore 12:30 14ª giornata | KFUM Oslo    | 8 – 4 referto | Øystese | KFUM-Hallen\| Arbitro: \| Rafiq (Oslo) \| |
| Arbitro:                                     | Rafiq (Oslo) |               |         |                                           |

| Oslo 6 febbraio 2011, ore 10:00 15ª giornata | KFUM Oslo | 4 – 3 referto | Holmlia | KFUM-Hallen\| Arbitro: \| Hanssen \| |
| Arbitro:                                     | Hanssen   |               |         |                                      |

| Oslo 26 marzo 2011, ore 11:15 16ª giornata | Fyllingsdalen | 5 – 4 referto | KFUM Oslo | Ekeberg Idrettshall B\| Arbitro: \| Rafiq (Oslo) \| |
| Arbitro:                                   | Rafiq (Oslo)  |               |           |                                                     |

| Oslo 26 marzo 2011, ore 18:00 17ª giornata | Sandefjord     | 4 – 6 referto | KFUM Oslo | Ekeberg Idrettshall C\| Arbitro: \| Steen (Bergen) \| |
| Arbitro:                                   | Steen (Bergen) |               |           |                                                       |

| Oslo 27 marzo 2011, ore 11:15 18ª giornata | Solør   | 11 – 5 referto | KFUM Oslo | Ekeberg Idrettshall B\| Arbitro: \| Hanssen \| |
| Arbitro:                                   | Hanssen |                |           |                                                |

### Coppa UEFA
| Skopje 19 agosto 2010, ore 18:00 | CDSM Danilovgrad | 3 – 7 referto | KFUM Oslo | Sport Halle Kale |

| Skopje 20 agosto 2010, ore 20:00 | Železarec | 1 – 1 referto | KFUM Oslo | Sport Halle Kale |

| Skopje 22 agosto 2010, ore 18:00 | KFUM Oslo | 7 – 3 referto | Istanbul Üniversitesi | Sport Halle Kale |